# The Red
Pour les articles homonymes, voir Red.
Albums de Red Velvet
Ice Cream Cake
(2015) The Velvet
(2016)
Singles
1. Dumb Dumb
Sortie : 9 septembre 2015

The Red est le premier album studio du girl group sud-coréen Red Velvet. Il est sorti le 9 septembre 2015 sous SM Entertainment et distribué par KT Music.

## Liste des titres
| 1.  | Dumb Dumb            | Seo Ji-eum (Jam Factory), Kim Dong-hyun | LDN Noise, Deanna Dellacioppa, Taylor Parks, Ryan S. Jhun                                    | 3:23 |
| 2.  | Huff n Puff          | Kenzie                                  | Alex G, Anne Preven, Will Gray, Jaden Michaels                                               | 3:01 |
| 3.  | Campfire             | Jo Yun-kyeong                           | LDN Noise, Taylor Parks, Denzil "DR" Remedios, Ryan S. Jhun                                  | 3:17 |
| 4.  | Red Dress            | Jo Yoon-kyeong                          | LDN Noise, Rodnae "Chikk" Bell, Nermin Harambasic, Jin Suk Choi, Charite Viken, Ryan S. Jhun | 3:02 |
| 5.  | Oh Boy               | Goo Tae-woo                             | Herbie Crichlow, Lauren Dyson, Jin Choi, LDN Noise                                           | 3:09 |
| 6.  | Lady's Room          | Kenzie                                  | Kenzie, Daniel "Obi" Klein, Oliver McEwan, Ylva Dimberg                                      | 3:16 |
| 7.  | Time Slip            | Moon Du-ri                              | Daniel "Obi" Klein, Johannes "Josh" Jørgensen, Charli Taft, Jinbo                            | 3:39 |
| 8.  | Don't U Wait No More | 100%Seo-jeong (Jam Factory)             | Dwayne Abernathy Jr., Taylor Parks, Ryan S. Jhun                                             | 2:51 |
| 9.  | Day 1                | Hwang-hyun (MonoTree)                   | Hwang-hyun (MonoTree)                                                                        | 3:26 |
| 10. | Cool World           | Im Seo-hyun                             | Daniel "Obi" Klein, Marcus Winther-John, Andy Love                                           | 4:06 |

## Classement
| Classement (2015)            | Meilleure position |
| ---------------------------- | ------------------ |
| South Korea Gaon Album Chart | 1                  |
| US Billboard World Albums    | 1                  |
| US Billboard Top Heatseekers | 24                 |
| Japan Oricon                 | 47                 |

## Historique de sortie
| Pays         | Date             | Format                   | Label                      |
| ------------ | ---------------- | ------------------------ | -------------------------- |
| Monde entier | 9 septembre 2015 | Téléchargement légal     | SM Entertainment           |
| Corée du Sud | 9 septembre 2015 | CD, téléchargement légal | SM Entertainment, KT Music |